# Chiesa di Sant'Eutizio
La chiesa di Sant'Eutizio è una chiesa di Soriano nel Cimino e dedicata all'omonimo Santo.

## Storia
Essa è di origini antiche; le primitive strutture risalgono al medioevo, ma subirono modifiche sostanziali nel corso del XVI secolo, mentre l'attuale configurazione risale ai lavori di ammodernamento del XVIII secolo.
Nella facciata, sopra una finestra a balaustra, è conservato lo stemma della famiglia Albani, che commissionò i suddetti lavori nel 1719; il campanile, che risale al XV secolo, fu anch'esso restaurato in epoche successive.

## Descrizione
L'interno si presenta ad un'unica navata. Di notevole valore artistico sono l'altare marmoreo di epoca barocca, un oliario marmoreo attribuito ad Andrea Bregno del XV secolo, un dipinto della Madonna attribuito a Sebastiano Conca.

## Cinema
La chiesa è stata inquadrata nel film Don Franco e don Ciccio nell'anno della contestazione del 1970.